# 澳洲铲吻犁头鳐
澳洲鏟吻犁頭鰩（學名：Aptychotrema vincentiana），為軟骨魚綱犁頭鰩目犁頭鰩科鏟吻犁頭鰩屬的其中一種，分布於東印度洋澳洲西部及南部海域，為特有種，深度可達125公尺，本魚體延長而平扁，體盤相當大，寬楔形，具有尖細的吻部，體色黃褐色，全身佈滿雲狀斑點，眼睛周圍通常有一個棕色的斑塊，腹部呈白色，有深色斑點，幼魚和一些成魚的鼻尖上有一個小的黑斑，體長可達84公分，棲息於沿岸沙泥底質海域至大陸棚，為底棲性魚類，肉食性，以甲殼類、頭足類為食，卵胎生，生活習性不明。